# South Balluderon Farm

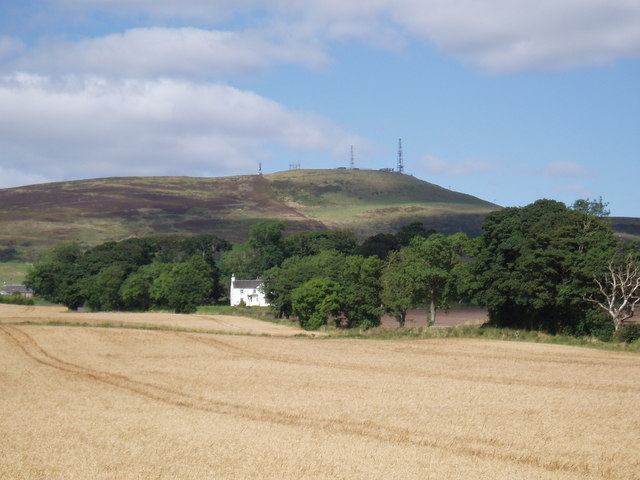
Bauernhaus der South Balluderon Farm

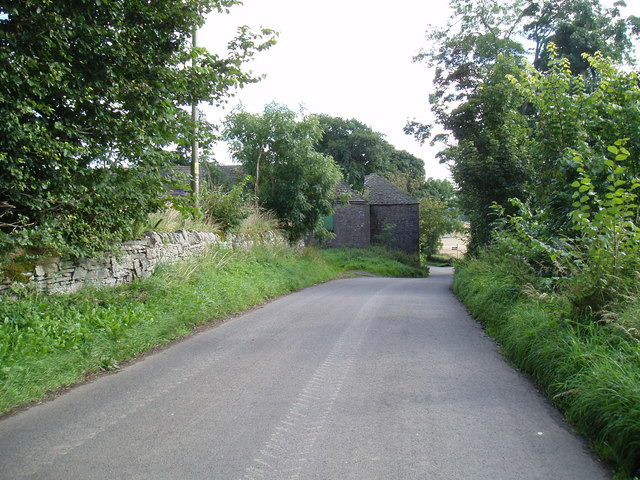
Wirtschaftsgebäude entlang der Straße

Die South Balluderon Farm ist ein Gehöft nahe der schottischen Ortschaft Tealing in der Council Area Angus. 1989 wurde das Bauwerk in die schottischen Denkmallisten in der höchsten Denkmalkategorie A aufgenommen.

## Geschichte
Im Laufe der 1790er Jahre wurde das Anwesen Balluderon in einen nördlichen und einen südlichen Teil aufgetrennt. Vermutlich in den späten Jahren desselben Jahrzehnts wurde auf dem südlichen Teil die South Balluderon Farm errichtet. Ab etwa 1870 besaß die Familie Mount South Balluderon. Mit dem Tod von George C. Mount im Jahre 1949 endete die Nutzung des Gehöfts. Zwar wurden im Laufe der Jahrhunderte einzelne Gebäude ergänzt, die Besitzer entschieden sich jedoch bis zuletzt gegen die Motorisierung der Landwirtschaft, sodass noch zahlreiche historische Aufbauten und Geräte vorhanden sind. Ein Entwurf zum Neubau eines Gehöfts in Balluderon aus dem Jahre 1821 bezieht sich mit hoher Wahrscheinlichkeit auf North Balluderon.

## Beschreibung
Die South Balluderon Farm steht rund drei Kilometer westlich von Tealing beziehungsweise östlich von Kirkton of Auchterhouse. Die in einen sanften Hang gebaute Anlage weist einen nahezu quadratischen Grundriss auf. Die Erweiterung an der Südseite stammt aus dem späteren 19. Jahrhundert. Das Mauerwerk der zwei- bis dreistöckigen Gebäude besteht aus Bruchstein, wobei Details und Ecksteine mit Naturstein ausgeführt sind. An der Nordseite sind Stroh-, Heu-, Rüben- und Kornspeicher sowie Stallungen mit zwei Gehegen angeordnet. An der Westseite befindet sich die ehemalige Mühle, in der noch zahlreiche Originaleinbauten erhalten sind. Sie wurde über einen Mühlkanal, der ein gusseisernes oberschlächtiges Wasserrad in einem angeschlossenen Gebäude versorgte, angetrieben. Die Dreschmühle nutzte die von George Meikle 1788 patentierte Dreschmaschine. Der Wagenschuppen befindet sich an der Ostseite. Die Gebäude sind teils mit Schiefer, Wellblech oder Bitumen eingedeckt. Verschiedene Gebäudeöffnungen sind segmentbogig ausgeführt.